# Last Christmas (film)
Last Christmas is een romantische komedie uit 2019 onder regie van Paul Feig en geschreven door Bryony Kimmings en Emma Thompson. De hoofdrollen worden vertolkt door Emilia Clarke en Henry Golding.

## Verhaal
Katarina 'Kate' Andrich zou het graag maken als zangeres, maar krijgt tijdens audities geen voet aan de grond. Ze werkt daarom in een winkel die kerstspullen verkoopt en slaapt bij vrienden of de wisselende contacten die ze beschonken opdoet in de kroeg. Ze mijdt bij voorkeur het contact met haar moeder Petra, die sinds het gezin vluchtte voor de oorlog in Joegoslavië is blijven hangen in zwaarmoedigheid. Haar conservatieve ouders weten ook niet dat hun andere dochter Marta een lesbische relatie heeft.
Op een dag valt Kates oog op Tom Webster, die voor de deur van de winkel haar aandacht trekt. Hij krijgt haar na enig aandringen zover om met hem te gaan wandelen. Tom staat sociaal, nieuwsgierig en opgewekt in het leven. Dit is voor Kate een prettige afwisseling van haar eigen dagelijkse gang van zaken. Tom bezorgt pakketjes op de fiets en doet vrijwilligerswerk in een daklozenopvang. Kate raakt erg gecharmeerd van hem. Hij is alleen niet bereikbaar per telefoon en ze kan regelmatig dagenlang geen contact met hem krijgen.
Wanneer Marta promotie maakt op haar werk, vertelt Kate hun ouders dat Marta een relatie heeft met een vrouw. Dit wordt haar niet in dank afgenomen. Nadat ze het huis ontvlucht,  neemt Tom Kate mee naar zijn woning. Ze vertelt hem dat ze een jaar eerder een harttransplantatie heeft gehad en dat ze zich sinds die tijd onzeker en geen volwaardig mens voelt. Ze probeert hem te verleiden, maar hij geeft haar alleen een kus. Wanneer ze de volgende morgen alleen in Toms bed wakker wordt, is hij weg. Kate begint haar best te doen om meer van haar leven te maken. Ze zorgt beter voor zichzelf, koppelt de eigenaresse van de winkel aan een man, biedt haar zus haar excuses aan en gaat op straat zingen om geld in te zamelen voor de daklozenopvang. Wanneer ze Tom weer ziet, zegt hij dat ze niet te afhankelijk van hem moet worden en dat hij haar iets moet vertellen. Bang dat hij haar pijn zal doen, gaat ze er vandoor voor hij uit kan praten.
Kate besluit na verloop van tijd om Tom weer op te zoeken. Zijn woning blijkt alleen leeg te staan. Een makelaar vertelt haar dat er al een jaar niemand woont. De vorige bewoner kwam om toen hij tijdens Kerstmis van zijn fiets werd gereden. Het wordt Kate duidelijk dat dit Tom was en dat het donorhart dat ze kreeg dat van hem is. Het bankje waar ze met hem op zat, blijkt daar geplaatst in zijn herinnering. 
Kate organiseert op kerstavond een muziekfeest. Hierop zingt ze zelf Last Christmas, muzikaal ondersteund door de klanten van de daklozenopvang. Ze viert daarna Kertsmis met haar ouders, haar zus en dier vriendin Alba. In de zomer die volgt schrijft de verder opgeknapte Kate in haar dagboek op het bankje waar ze met Tom zat en volgt ze nog steeds zijn adviezen op.

## Rolverdeling
| Acteur        | Personage               |
| ------------- | ----------------------- |
| Emilia Clarke | Katarina 'Kate' Andrich |
| Henry Golding | Tom Webster             |
| Michelle Yeoh | Huang Qing 'Santa' Shin |
| Emma Thompson | Petra Andrich           |
| Rebecca Root  | Dr. Addis               |
| Lydia Leonard | Marta Andrich           |
| Patti LuPone  | Joyce                   |
| Ritu Arya     | Jenna                   |
| Peter Mygind  | De Deense man           |

## Productie
In september 2018 werd bekendgemaakt dat Emilia Clarke en Henry Golding de hoofdrollen zouden vertolken in een nieuwe romantische komedie onder regie van Paul Feig. Een maand later maakte Emma Thompson bekend dat de film nummers bevat van George Michael, waaronder nummers die nooit uitgebracht zijn. De cast werd in november 2018 gecomplementeerd.
De opnames begonnen op 26 november 2018 en eindigden in februari 2019.

### Ontvangst
De film ontvangt gemengde kritieken op zowel Rotten Tomatoes waar het 48% gemengde reviews ontving, gebaseerd op 141 beoordelingen als op Metacritic waar de film werd beoordeeld met een metascore van 51/100, gebaseerd op 37 critici.